# 科帕卡瓦纳宫
科帕卡瓦纳宫（Belmond Copacabana Palace）是一个酒店，位于巴西里约热内卢大西洋大道1702号，面对科帕卡瓦纳海滩。由法国建筑师约瑟夫·吉雷（Joseph Gire）设计，于1923年8月13日开业。 
科帕卡瓦纳宫已开业近一个世纪，仍是巴西最重要的酒店之一，设有243间客房（116套公寓和127间套房）， 分为主楼和附楼，面积为12000平方米。
科帕卡瓦纳宫多次被评为南美洲最佳酒店，其中在2009年, 荣获世界旅游奖，这个世界上最重要的旅游奖项之一。

## 历史

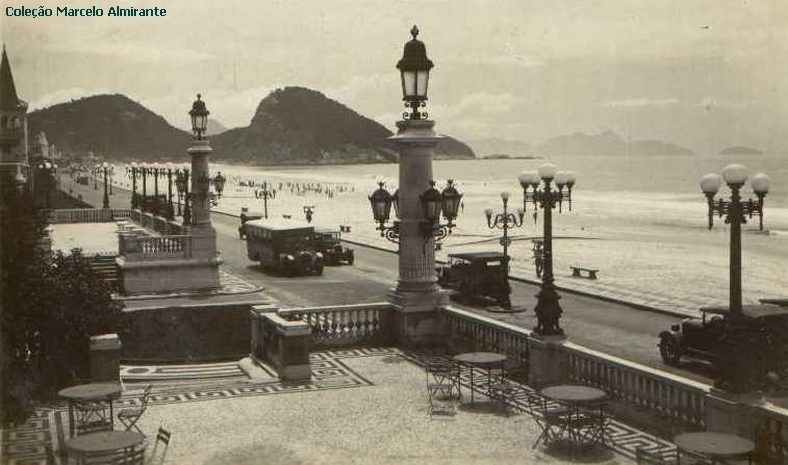
1930 年代从科帕卡巴纳宫入口欣赏海滩景色

科帕卡瓦纳宫由商人奥克塔维奥·金莱（Octavio Guinle）和弗朗西斯科·卡斯特罗·席尔瓦（Francisco Castro Silva）建于1919年至1923年间，在埃皮塔西奥·达席尔瓦·佩索阿总统(1919-1922年)的倡议下，他想要在当时的首都有一家大型旅游酒店，来接待1922年参加巴西独立百年庆典的大批游客，这是一次具有国际层面的活动， to 在里约热内卢市中心卡斯特洛区（Castelo）的滨海大道举行。作为回报，联邦政府给予税收优惠，并且应企业家的要求，许可在其中开设赌场。
协议达成后，这位商人在里约热内卢的科帕卡瓦纳海滩购置了一块土地，面向1919年由工程师保罗·德·法丁扩建的大西洋大道（Avenida Atlântica）。当时，酒店是科帕卡巴纳的第一座大型建筑，周围只有小房子。
科帕卡瓦纳宫由法国建筑师约瑟夫·吉雷（Joseph Gire）设计，灵感来自法国里维埃拉的两家著名酒店：尼斯的内格雷斯科酒店（Hotel Negresco），和戛纳卡尔顿洲际酒店，并大规模使用卡拉拉大理石和波希米亚水晶。